# Carbasea macropora
Carbasea macropora is een mosdiertjessoort uit de familie van de Flustridae. De wetenschappelijke naam van de soort is voor het eerst geldig gepubliceerd in 1932 door Hasenbank.